# مذبحة الشرفاء (فلم)
مذبحة الشرفاء  فيلم دراما للمخرج ناصر حسين عام 1992 كتب القصة والسيناريو والحوار محمد العربي أحمد. الفيلم من بطولة يحيى شاهين، هياتم، حاتم ذو الفقار، سامي العدل، ماجدة نور الدين، عماد محرم، ودينا  وتدور الأحداث حول أدهم، القاضي النزيه، الذي يلتزم بتنفيذ القانون مهما كانت النتائج، حتى لو كان ضرر هذا الإلتزام يصل إلى دمار أسرته.
صدر الفيلم إلى دور العرض المصرية في 9 مارس 1992.
منح موقع قاعدة بيانات الأفلام العربية «السينما.كوم» 4.6/ 10.

## طاقم التمثيل
يحيى شاهين: في دور أدهم شوكت العزازي (قاضي نزيه)
هياتم: في دور إنشراح (راقصة وبائعة هوى)
حاتم ذو الفقار: في دور سعيد جمعة (ابن شقيق الشبراوي)
سامي العدل: في دور الشبراوي جمعة (صاحب نفوذ سياسي ومالي كبير)
ماجدة نور الدين: في دور صفية أدهم شوكت العزازي (الطالبة بكلية الطب)
فكري أباظة: في دور مدحت أدهم شوكت العزازي (وكيل النيابة)
مريم فخر الدين: في دور سعدية (زوجة القاضي أدهم شوكت العزازي)
عماد محرم: في دور السنجق (من المهربين)
دينا: في دور شاهيناز (ممثلة سينما وحبيبة مدحت)
عماد عبد الحليم: في دور عماد عبد الحليم (ممثل سينما)
رمسيس: في دور فهيم الارزقي
نعيمة الصغير: في دور زبيدة العالمة
أبو الفتوح عمارة: في دور عبده
محمد إسماعيل: في دور رأفت (طالب بكلية الشرطة)
مطاوع عويس: في دور الحنش (تاجر مخدرات)
بالاشتراك مع: نصر حماد 

## أحداث الفيلم
يتعرض الشبراوي جمعة (سامي العدل)، الرجل صاحب النفوذ السياسي والمالي الكبير، وأثناء سفره خارج البلاد، لموقف صعب عندما يرتكب نجله كمال جريمة  ويعترف أمام النيابة، ويقدم للمحاكمة ويتعرض للسجن. يتحرى الشبراوي عن القاضي الذي سيصدر الحكم، ويعلم أنه أدهم شوكت العزازي (يحيى شاهين) صاحب التاريخ النظيف والمبادئ التي لا يحيد عنها.  يعيش أدهم مع أبناءه الثلاثة وزوجته سعدية (مريم فخر الدين)، فابنه الأكبر مدحت (فكري أباظة)، وكيل النيابة، كان على علاقة عاطفية بالممثلة شاهيناز (دينا) وإبنته الوحيدة صفية (ماجدة نورالدين) الطالبة بكلية الطب، والتي كانت على علاقة عاطفية مع ضابط الشرطة سعيد جمعة (حاتم ذو الفقار) ابن شقيق الشبراوي، وأخيرا إبنه الأصغر رأفت (محمد إسماعيل) الطالب بكلية الشرطة. يقوم الشبراوي بزيارة القاضي في بيته ويحاول الحصول على وعد ببراءة نجله بأي طريقة من رشوة إلى تهديد، لكنه لا يفلح في تغيير ضمير القاضي، ويتم الحكم بالإدانة والسجن 10 سنوات. يرفض الشبراوي أن يجد من يتحداه، ويقرر الانتقام من القاضي أدهم وينجح في استصدار قرارا بإحالة القاضي إلى الاستيداع، رغم انه لم يبلغ السن القانوني لذلك، ثم يصدر قرارا بهدم المبنى الذي يقيم فيه القاضي بحجة المنفعة العامة، وكان يقطن بنفس المبنى الممثلة شاهيناز، فيعدها الشبراوي بفيلا فخمة بدلا من الشقة. يضطر القاضي للعودة لبيت العائلة في «حارة الشرفا»، ليتعايش أبناءه مع أهل الحارة على مختلف ميولهم من مهربين أمثال السنجق (عماد محرم) وتجار مخدرات أمثال الحنش (مطاوع عويس) وذوي السوابق أمثال عبده (أبو الفتوح عمارة) والعالمة زبيدة (نعيمة الصغير) وابنتها الراقصة وبائعة الهوى إنشراح (هياتم). يترشح الشبراوي للإنتخابات ويترشح أمامه القاضي منافساً له، ويستغل الشبراوي نفوذه ويلفق تهمة الإنتماء لتنظيم يستهدف قلب نظام الحكم، لوكيل النيابة مدحت الذي يتم اعتقاله. يساوم الشبراوي حبيبة مدحت، الممثلة شاهيناز، بعد الفيللا، بعلاج والدها من مرض السكر على نفقة الدولة، فتسلم له نفسها طواعية من أجل أن يفرج عن حبيبها، كما يعالج والدها في الخارج، ولكن الشبراوي الذي يمتد نفوذه لداخل السجن، يأمر أحد رجاله فيقتل مدحت. يصدر الشبراوي أوامره لابن أخيه سعيد بالإيقاع بإبنة القاضي صفية، لكن سعيد، ضابط الشرطة، يرفض تهديدات عمه، ويعلن الحرب عليه. يسارع الشبراوي بنقل سعيد إلى موقع بعيد عن العاصمة، ثم يتفق مع إنشراح وأعوانها على استدراج صفيه لأحد اوكارهم، واغتصابها، ويقوم الشبراوى بإبلاغ مباحث الآداب، التي تلقي القبض على صفية، وتقوم كلية الشرطة بفصل الطالب رأفت لاتهام شقيقته في قضية آداب. يتسلم القاضى أدهم خطاب يفيد هدم منزله بحارة الشرفا، ويتم محاكمة صفية ابنة القاضي طالبة الطب والتي يثبت الطب الشرعي عذريتها، بتهمة الشروع في ممارسة البغاء، ويتم حبسها.

## وصلات خارجية
- مقالات تستعمل روابط فنية بلا صلة مع ويكي بيانات
- مذبحة الشرفاء على موقع الدهليز
- مذبحة الشرفاء على موقع كاروهات